# 689

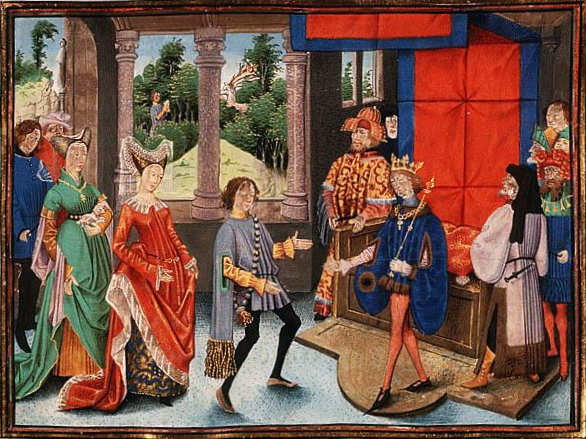
Bisschop Hubertus biedt Pepijn II van Herstal zijn diensten aan (1463)

Het jaar 689 is het 89e jaar in de 7e eeuw volgens de christelijke jaartelling.

## Gebeurtenissen

### Byzantijnse Rijk
- Byzantijns-Bulgaarse Oorlog: Keizer Justinianus II verslaat de Bulgaren in Macedonië en herovert Thessaloníka, de tweede belangrijkste Byzantijnse stad in Europa. Hij deporteert sommige Slavische stammen naar Anatolië (huidige Turkije) om daar te gaan wonen. Het Byzantijnse leger wordt versterkt met 30.000 soldaten (voornamelijk Bulgaren en Slaven).

## Religie
- Koning Cædwalla van Wessex arriveert in Rome en wordt kort voor Pasen gedoopt tot het christendom door paus Sergius I, maar overlijdt tien dagen later.
- De Angelsaksische missionarissen Willibrord en Bonifatius steken de Noordzee over. Ze landen in Westkapelle en beginnen met de kerstening in Zeeland.

## Geboren
- Karel Martel, Frankisch staatsman (waarschijnlijke datum)

## Overleden
- 20 april - Cædwalla, koning van Wessex
- 8 juli - Killianus, Iers missionaris